# Bosque Izquierdo

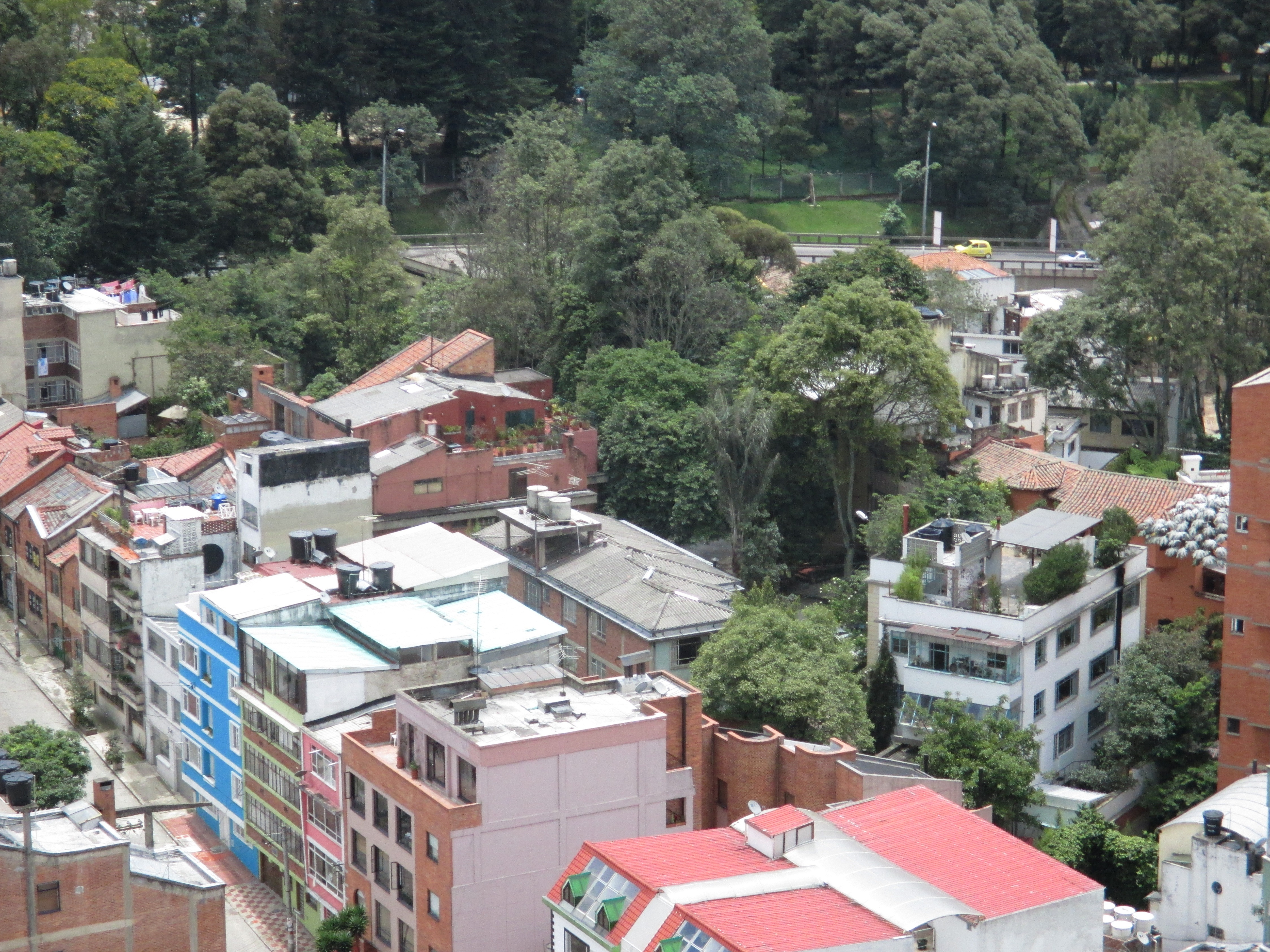
Edificios en la parte alta del Bosque Izquierdo.

El Bosque Izquierdo es un barrio de la UPZ La Macarena en localidad de Santa Fe de la ciudad de Bogotá, capital de Colombia.  Se encuentra en el oriente de la ciudad, y se caracteriza por haber sido trazado teniendo en cuenta las condiciones topográficas de su terreno, constituyendo una excepción a la cuadrícula que caracteriza al resto de la ciudad. Por sus valores arquitectónicos y urbanos el barrio cuenta con una declaratoria de protección patrimonial de ámbito distrital en la categoría de Sector de Interés Cultural con Desarrollo Individual. 

## Historia

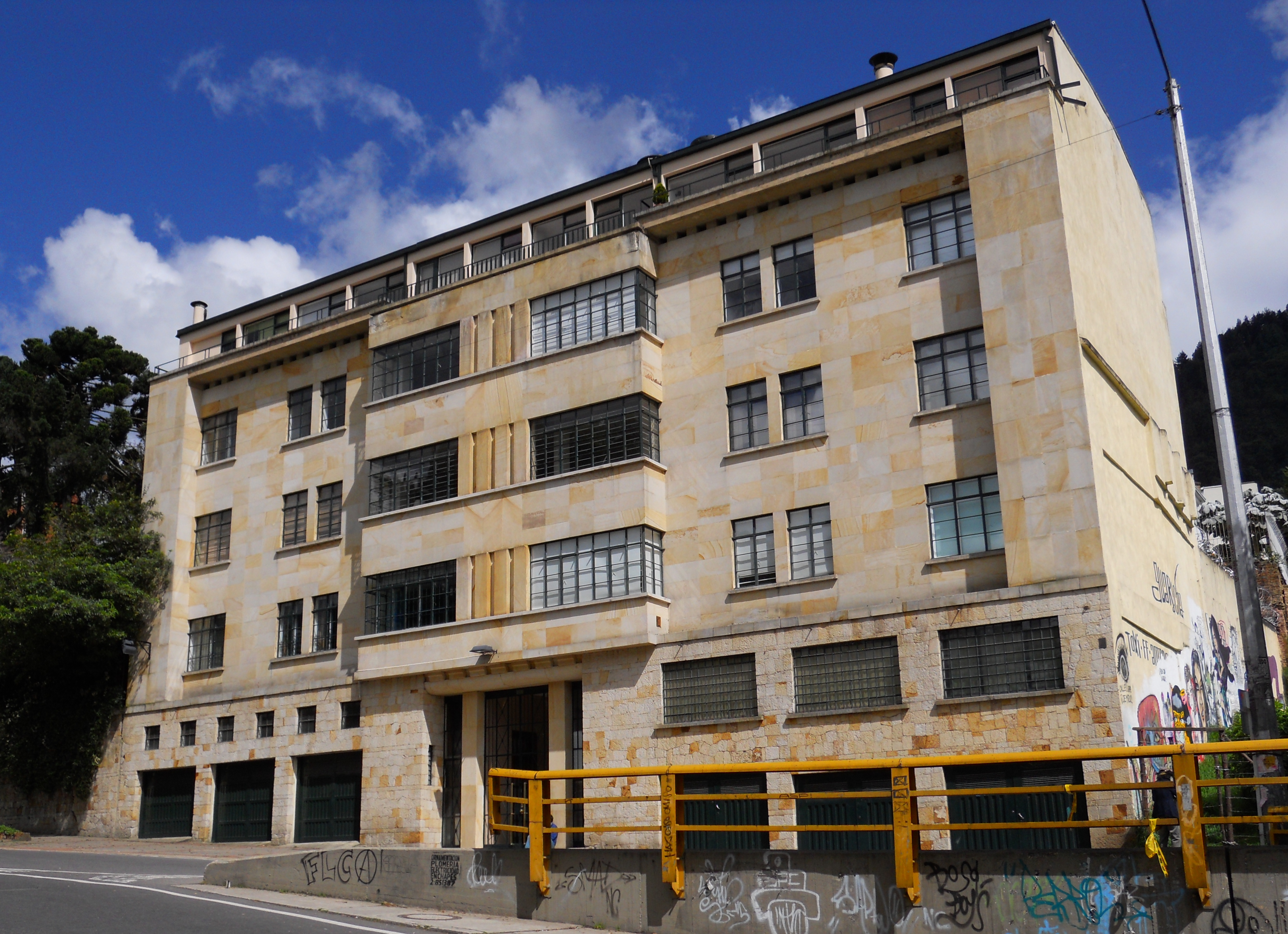
Edificio de Vicente Nasi en la parte baja del Bosque Izquierdo.

El barrio se encuentra en un terreno que era propiedad del señor Antonio Izquierdo. Allí, el arquitecto y urbanista austríaco Karl Heinrich Brunner trazó en los años 1930 una urbanización basándose en los principios del movimiento City Beautiful. 
Su elección se debió a la búsqueda de una alternativa a la cuadrícula que se venía aplicando en la ciudad desde los tiempos del Imperio español. Fruto de ese enfoque es su trazado de diagonales y de su calle en cul de sac conocida como La Raqueta.

## Límites
Por el norte lo separa del barrio La Macarena la calle Veintiséis, por el sur lo separa del barrio Las Nieves la avenida Veintiséis, por el occidente con pasa entre este y San Diego la carrera Quinta, y por el oriente marca el perímetro urbano en la avenida Circunvalar, dado que el barrio se encuentra en los cerros Orientales y por ende en un terreno bastante más inclinado que el resto de la ciudad, asentada en la Sabana de Bogotá.

## Obras

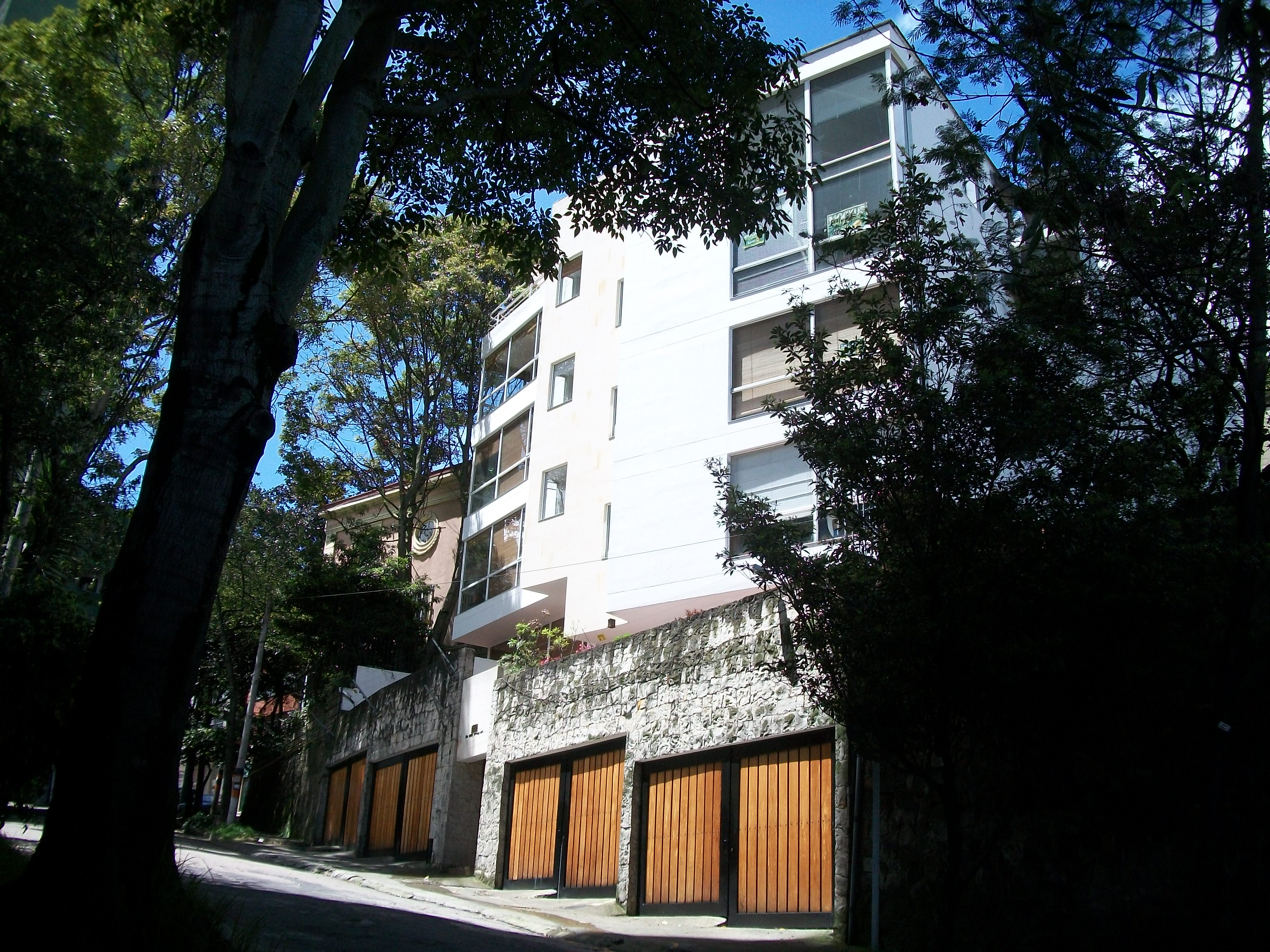
Edificio Casa Izquierdo.

Es un barrio de arquitectura moderna que cuenta asimismo con casas de estilo internacional. Alberga edificios de interés arquitectónico como el edificio Herrera de la Torre de Vicente Nasi, el Palacete, el Casa Izquierdo y el Rodríguez. En sus terrenos se encuentran asimismo dos parques, uno público y otro semipúblico

## Transporte
Las principales vías del barrio son la carrera Quinta, la avenida Circunvalar y la avenida Veintiséis.